# Gino Alfani
Luigi Alfani, detto Gino (Agnone, 10 maggio 1866 – Torre Annunziata, 28 febbraio 1942), è stato un politico italiano.

## Biografia
Si trasferì con i genitori a Napoli, dove si laureò in legge ed esercitò la professione di avvocato. Nel 1893 ebbe un ruolo di primo piano nella nascita della Camera del Lavoro di Napoli e del Fascio dei Lavoratori, sezione locale del Partito Socialista, del quale era Dirigente nazionale. Nel 1896 fu eletto segretario della Federazione Socialista Napoletana. Accusato di essere stato tra gli organizzatori dei "moti del pane" del 1898, per evitare l'arresto riparò a Marsiglia, dove rimase fino all'amnistia. Tornato a Napoli, ai primi del Novecento si trasferì a Torre Annunziata, dove diresse la Camera del Lavoro e venne eletto consigliere provinciale nel 1914 e sindaco nel 1920.
Nel 1918 Fu chiamato a guidare la Camera del Lavoro di Napoli e nel 1919 fu eletto deputato al Parlamento nelle liste del Partito Socialista ma nel 1921 passò al PCdI. Dopo l'affermazione del fascismo la sua Giunta fu sciolta e l'8 ottobre 1922 l'Alfani fu rimosso dall'incarico ed il Comune fu commissariato.  
Rieletto nel 1924, come tutti i deputati del PCdI il 9 novembre 1926 fu dichiarato decaduto dal mandato parlamentare. Il giorno precedente era stato arrestato con gli altri deputati comunistii. Fu processato dal Tribunale Speciale assieme ad Antonio Gramsci, Umberto Terracini, Mauro Scoccimarro, Giovanni Roveda e altri ex deputati e compagni tra cui Igino Borin, Enrico Ferrari, Ezio Riboldi e Rosolino Ferragni (in tutto 22 dirigenti comunisti).
Il tribunale speciale lo assolse, ma fu comunque inviato al confino a Lipari.
A Torre Annunziata gli è stata dedicata la strada in precedenza intitolata ad Italo Balbo e una statua eretta nel terzo anniversario della morte il 28 febbraio 1945. L'encomio recita:  "Ho tolto il coltello dalle mani dell'operaio per mettervi il giornale"
Morì a Torre Annunziata nel 1942.